# Chersonissos
Chersonissos ou Hersonissos (em grego: Χερσόνησος; romaniz.: Chersónisos), por vezes também transliterado como Chersonisos ou Hersónisos, é uma localidade e município do norte da ilha grega de Creta, situado à beira do mar Egeu, a cerca de 25 km a leste de Heraclião, a capital da unidade regional a que pertence. O município tem 271,6 km² de área[carece de fontes?] e em 2011 tinha 26 717 (densidade: 98,4 hab./km²) A unidade municipal de Chersonissos propriamente dita tinha no mesmo ano 8 262 habitantes.
O nome Chersonissos (Λιμένας Χερσονήσου) designa especificamente uma península, na qual há duas pequenas localidades: Chersonissos propriamente dita, também conhecida como Velha Chersonissos, e Límin Hersonisos ou Limenas Chersonisou (porto de Chersonissos). Em 2011 ambas as localidades juntas tinham 3 165 habitantes. Além destas, as principais localidades da unidade municipal de Chersonissos são Koutouloufari, Piskopiano, Anissaras, Potamies, Avdou, Gonies e Kera. A sede do município é na aldeia de Gournes. Com a reforma administrativa de 2011, Chersonissos passou a integrar um município do qual fazem parte, além da unidade municipal de Chersonissos, Episkopi, Gouves e Mália.

## Turismo
A principal atividade económica do município é o turismo. Embora por vezes seja publicitada como uma área de estâncias orientadas sobretudo para famílias, sem muito para oferecer em termos de atividades noturnas para jovens, o que em grande parte corresponde à realidade para a generalidade do município, pelo menos em comparação com a vizinha Mália, Limenas Chersonissos é um local com bastante animação noturna. Os turistas procuram sobretudo as praias de areia. Outras atrações são, por exemplo, o Aquário Aquaworld, um museu de história natural, que além de criaturas marinhas também abriga criaturas terrestres, sobretudo animais abandonados, e o Museu ao Ar Livre Lychnostatis, um museu etnográfico que recria uma aldeia típica cretense e a vida e costumes dos seus habitantes.

## História
Límin Hersonissos ocupa o local da antiga cidade Chersonesos (ou Quersoneso), um porto importante desde o período minoico até ao período bizantino, que servia Licto, uma das cidades mais importantes de Creta na Antiguidade. A cidade foi construída pelos minoicos, mas prosperou sobretudo durante o período romano e início do período bizantino. A Hersonissos romana tinha belas cascatas de mármore e um teatro. Restos desse período podem ainda ser observados na área de Kastri, no cimo da colina rochosa atrás do porto onde escavações deixaram à vista as ruínas de uma basílica cristã primitiva com mosaicos no chão. Na rua marginal de Límin Hersonissos há uma fonte piramidal romana com mosaicos com cenas de pesca. O porto de recreio moderno foi construído sobre os restos do porto romano, alguns dos quais ainda são visíveis debaixo de água em alguns pontos.
Embora nenhum deles tenha visitas organizadas, na área há diversos sítios arqueológicos onde foram encontrados mosaicos, ruínas de edifícios e cerâmica e parte desses restos estão à vista do visitante ocasional. Nos arredores da vila foram feitas várias descobertas arqueológicas da Pré-história. Na costa, aproximadamente um quilómetro a leste de Chersonissos, existiu um templo dedicado à deusa Britomarte. Já na época cristã, Chersonissos foi sé episcopal e atualmente é uma sé titular da Igreja Católica (Chersoneso em Creta).
A cidade antiga era abastecida por um aqueduto, do qual restam algumas ruínas em Xerokamares, na aldeia de Potamies. Os vestígios bizantinos encontram-se sobretudo na acrópole do porto, onde se encontra a basílica antes referida. Os conquistadores que se seguiram também deixaram algumas marcas. Durante a ocupação veneziana, o local chamou-se Porto Tigani, e deu abrigo a muitos navios durante a Idade Média, antes de entrar num lento, mas contínuo declínio, que acabou por reduzir a cidade se reduzir a um punhado de casas. O declínio deveu-se sobretudo à atividade dos piratas, sarracenos e outros, que com os seus ataques e saques forçaram os habitantes a procurarem abrigo nas encostas das montanhas vizinhas. Foi dessa forma que surgiu a Velha Hersonissos, situada a sul do porto e chamada "velha" devido ao porto ter sido praticamente abandonado, tornando-se uma pequena aldeia de pescadores, uma situação que só mudaria nos anos 1950, quando surgiu algum interesse pelo desenvolvimento de alojamentos para turistas.

## Noas e referências
1. 1 2  «Reforma administrativa de 2011, conhecida como Lei Kallikratis» (PDF). www.kedke.gr (em grego). Ministério do Interior grego. Consultado em 10 de dezembro de 2013
2. 1 2  «Resultados do censo de 2011» (Excel, XLS). www.statistics.gr (em grego). Autoridade Estatística Helénica. 2011. Consultado em 10 de dezembro de 2013
3. ↑  «Hersonissos». www.Travel-to-Crete.com (em inglês). Consultado em 10 de dezembro de 2013
4. 1 2 3 4 5  Fisher, John; Garvey, Geoff (2007), The Rough Guide to Crete, ISBN 978-1-84353-837-0 (em inglês) 7ª ed. , Nova Iorque, Londres, Deli: Rough Guides, pp. 121–124
5. ↑  Aquaworld Aquarium (em grego, inglês, francês, alemão e sueco). www.aquaworld-crete.com. Página visitada em 10 de dezembro de 2013
6. ↑  Lychnostatis Cretan open-air Museum (em grego, inglês, alemão e francês). www.lychnostatis.gr. Página visitada em 10 de dezembro de 2013
7. ↑  Não confundir com a homónima da Crimeia, na costa do mar Negro.
8. 1 2  Smith, William (1854), «Chersonesus», Dictionary of Greek and Roman Antiquities (em inglês), 1, Boston: Little, Brown & Company, p. 607, consultado em 10 de dezembro de 2013
9. 1 2  «Hersonissos history». www.Travel-to-Crete.com (em inglês). Consultado em 10 de dezembro de 2013. Cópia arquivada em 1 de maio de 2012[fonte confiável?]
10. ↑  Bell, Robert E. (1989), «Chersonesus (Hersonissos)», Place-names in classical mythology: Greece, ISBN 9780874365078 (em inglês), ABC-CLIO, 1989, p. 79, consultado em 10 de dezembro de 2013
11. ↑  Annuario pontificio (2013), ISBN 9788820990701 (em italiano), Libreria Editrice Vaticana, p. 868